# Karaikal (distrikt)
Kāraikāl är ett distrikt i Indien.   Det ligger i delstaten Puducherry, i den södra delen av landet, 2 000 km söder om huvudstaden New Delhi. Antalet invånare är 200 222. Arean är 161 kvadratkilometer. Kāraikāl gränsar till Nagapattinam.
Terrängen i Kāraikāl är mycket platt.
Följande samhällen finns i Kāraikāl:
- Kāraikāl
- Nedungādu